# Gonzalo Carou
Gonzalo Matías Carou (* 15. August 1979 in Buenos Aires) ist ein argentinischer Handballspieler. Der 1,90 m große Kreisläufer hält mit elf Teilnahmen an Handball-Weltmeisterschaften den Rekord für Spieler. 2008 wurde er zu Argentiniens Handballer des Jahres gekürt.

## Karriere

### Verein
Gonzalo Carou spielte in seiner Heimat für Colegio La Salle und River Plate in Buenos Aires, ehe er im Jahr 2001 den Sprung in die zweite spanische Liga, die División de Honor Plata de Balonmano, zu JD Arrate wagte. Mit dem Team aus Eibar gelang 2003 der Aufstieg in die erste spanische Liga, die Liga ASOBAL. Nach dem siebten Platz und der erstmaligen Qualifikation für den EHF-Pokal in der Saison 2007/08 wechselte der Kreisläufer zum Ligakonkurrenten Ademar León. Mit Ademar gehörte er fortan zur Spitzengruppe der Liga und nahm an der EHF Champions League (2008/09, 2009/10, 2011/12, 2012/13) und am EHF-Pokal (2009/10) teil. 2008/09 gelang León der Gewinn der Copa ASOBAL.
2014 verließ Carou Spanien und unterschrieb beim französischen Klub Istres Provence Handball. Nach dem Abstieg aus der ersten französischen Liga (LNH), kehrte er zu Ademar zurück. 2017, 2018 und 2020 wurde er mit den Ademaristas Meisterschaftszweiter hinter dem übermächtigen FC Barcelona. Nach der Saison 2019/20 wurde er zum besten Abwehrspieler der Liga gewählt.
In der Saison 2020/21 lief der Argentinier für BM Puerto Sagunto auf, musste aber am Saisonende als Drittletzter den Gang in die zweite Liga antreten. Sein eigentlich geplantes Karriereende verschob Carou und unterschrieb zur Saison 2021/22 beim spanischen Drittligisten Unión Financiera Balonmano Base Oviedo.

### Nationalmannschaft
In der argentinischen A-Nationalmannschaft debütierte Gonzalo Carou im Jahr 2000 und bestritt 270 Länderspiele, in denen er 250 Tore erzielte. Von 2004 bis zu seinem Rücktritt im Sommer 2021 war der Rekordnationalspieler auch Kapitän seiner Auswahl.
Er stand im Aufgebot für die Weltmeisterschaften 2001, 2003, 2005, 2007, 2009, 2011, 2013, 2015, 2017, 2019 und 2021. Der 11. Platz 2021 war dabei das beste Ergebnis der Gladiadores überhaupt.
Zudem nahm er an den Olympischen Spielen 2012 in London, den Olympischen Spielen 2016 in Rio de Janeiro und den Olympischen Spielen 2021 (2020) in Tokio teil, scheiterte aber jeweils in der Vorrunde.
Bei den Panamerikanischen Spielen gewann er 2011 und 2019 Gold sowie 2003, 2007 und 2015 Silber. Panamerikameister wurden die Argentinier 2000, 2002, 2010, 2012 und 2018, 2006, 2008 Zweiter sowie 2016 Dritter.
Bei den Südamerikaspielen 2018 war er ebenfalls erfolgreich.
Bei der ersten Ausgabe der Süd- und mittelamerikanischen Meisterschaft 2020 schlug man im Finale den Erzrivalen aus Brasilien.